# Денніс Ман
Денніс Ман (рум. Dennis Man, нар. 26 серпня 1998, Тиргу-Муреш) — румунський футболіст, нападник клубу «Парма» та національної збірної Румунії.

## Клубна кар'єра
Народився 26 серпня 1998 року в місті Тиргу-Муреш. Вихованець юнацьких команд футбольних клубів «Атлетіко» (Арад) та УТА (Арад). З 2015 року — гравець основної команди клубу УТА, який виступав в Лізі II. Дебютував у професійному футболі 29 серпня 2015 року в поєдинку проти команди «Газ-Метан». Всього в дебютному сезоні провів 29 ігор, забив 10 м'ячів. Дебютний гол відбувся 25 жовтня 2015 року у ворота клубу «Біхор Орадя». Сезон 2016/17 розпочав також у складі УТА, де в п'яти матчах забив п'ять м'ячів.
6 вересня 2016 року підписав контракт з провідним румунським клубом «Стяуа». 2 жовтня того ж року дебютував за нього в поєдинку проти клубу «КС Університатя» (Крайова), вийшовши на заміну на 29-ій хвилині замість Флоріна Тенасе. Всього в дебютному сезоні провів 6 матчів, забив 1 м'яч, 30 жовтня в поєдинку проти «КСМ Політехніка Ясси». Сезон 2017/18 роз почав гравцем стартового складу. Станом на 20 червня 2019 року відіграв за бухарестську команду 73 матчі в національному чемпіонаті.

## Виступи за збірні
З 2017 року залучався до матчів молодіжної збірної Румунії, у її складі поїхав на молодіжний чемпіонат Європи 2019 року в Італії.
27 березня 2018 року дебютував в офіційних матчах у складі національної збірної Румунії в товариській грі проти Швеції (1:0), замінивши на 87 хвилині Ніколае Станчу .

## Статистика виступів

### Статистика клубних виступів
| Сезон                | Команда              | Чемпіонат            | Чемпіонат | Чемпіонат | Національний кубок | Національний кубок | Національний кубок | Континентальні кубки | Континентальні кубки | Континентальні кубки | Інші змагання | Інші змагання | Інші змагання | Усього | Усього |
| Сезон                | Команда              | Ліга                 | Ігор      | Голів     | Ліга               | Ігор               | Голів              | Ліга                 | Ігор                 | Голів                | Ліга          | Ігор          | Голів         | Ігор   | Голів  |
| -------------------- | -------------------- | -------------------- | --------- | --------- | ------------------ | ------------------ | ------------------ | -------------------- | -------------------- | -------------------- | ------------- | ------------- | ------------- | ------ | ------ |
| 2015–16              | УТА (Арад)           | ЛІІ                  | 16+13     | 4+6       | КІ+КЛ              | 3+0                | 1                  | -                    | -                    | -                    | -             | -             | -             | 32     | 11     |
| 2016–17              | УТА (Арад)           | ЛІІ                  | 5         | 5         | КІ+КЛ              | 0                  | 0                  | -                    | -                    | -                    | -             | -             | -             | 5      | 5      |
| Усього за УТА (Арад) | Усього за УТА (Арад) | Усього за УТА (Арад) | 21+13     | 9+6       |                    | 3                  | 1                  |                      | -                    | -                    |               | -             | -             | 37     | 16     |
| 2016–17              | «Стяуа»              | ЛІ                   | 5+1       | 1         | КІ+КЛ              | 1+2                | 0                  | ЛЄ                   | 0                    | 0                    | -             | -             | -             | 9      | 1      |
| 2017–18              | «Стяуа»              | ЛІ                   | 24+10     | 8+2       | КІ                 | 3                  | 2                  | ЛЧ+ЛЄ                | 2+8                  | 0                    | -             | -             | -             | 47     | 12     |
| Усього за «Стяуа»    | Усього за «Стяуа»    | Усього за «Стяуа»    | 29+11     | 9+1       |                    | 6                  | 2                  |                      | 10                   | 0                    |               | -             | -             | 56     | 13     |
| Усього за кар'єру    | Усього за кар'єру    | Усього за кар'єру    | 74        | 26        |                    | 9                  | 3                  |                      | 10                   | 0                    |               | -             | -             | 93     | 29     |